# Lasiocercis rufotibialis
Lasiocercis rufotibialis là một loài bọ cánh cứng trong họ Cerambycidae.